# Play (canção)
"Play" é uma canção da cantora americana Jennifer Lopez, do seu álbum J.Lo, lançado como single no dia 24 de Abril de 2001. A cantora Christina Milian co-escreveu a música e fez backing vocal no refrão.

## Videoclipe
O videoclipe foi dirigido por Francis Lawrence em 2001. No clipe Jennifer canta e dança em um avião futurista, com os cabelos todos cacheados, Jennifer está acompanhada de seus dançarinos em algumas cenas do clipe.

## Faixas e formatos
CD 1
1. "Play" (Radio Edit)
2. "Play" (Full Intention Mix Radio)
3. "Play" (Artful Dodger Mix) (Main Mix Radio)
4. "Play" (Thunderpuss Club Mix)
5. "Play" (The Genie Mix)
6. "Love Don't Cost a Thing" (Main Rap #1 com Puffy)

CD 2
1. "Play"
2. "Play" (Full Intention Mix Radio)
3. "Love Don't Cost a Thing" (Main Rap #1 com Puffy)
4. "Play" (Videoclipe)